# 싱가포르 국립경기장 (1973년)
싱가포르 국립경기장(영어: Singapore National Stadium, 말레이어: Stadium Nasional Singapura)은 싱가포르의 칼랑(Kallang)에 있던 경기장으로 수용 인원은 55,500명이다.
1973년에 개장했으며 1973년, 1983년, 1993년 싱가포르에서 열린 동남아시아 경기 대회, 1984년 싱가포르에서 열린 1984년 AFC 아시안컵 경기장으로 사용되었다. 2007년 6월 30일에 폐장했고 2010년부터 2011년까지 경기장 철거 공사가 진행되었다. 2014년에 새로운 싱가포르 국립경기장이 개장했다.

## 같이 보기
- 싱가포르 실내체육관